# КК Рогашка
КК Рогашка је словеначки кошаркашки клуб из Рогашке Слатине. У сезони 2019/20. такмичи се у Првој А лиги Словеније и у Другој Јадранској лиги.

## Историја
Клуб је основан 1960. године и у периоду од 1991. до 1997. године био је словеначки прволигаш. Услед финансијских проблема клуб је 1997. године угашен, али је већ 20. фебруара 1998. године обновљен под називом Рогашка 98. Од сезоне 2011/12. поново се такмичи у Првој А лиги Словеније. У сезонама 2014/15. и 2016/17. био је вицепрвак државе.
У сезони 2016/17. стигао је до полуфинала Алпе Адрија купа.

## Успеси

### Национални
- Првенство Словеније:
  - Вицепрвак (2): 2015, 2017.

## Учинак у претходним сезонама
| Сез.     | Првенство Словеније | Куп Словеније | Регионално такмичење             | Европско такмичење |
| -------- | ------------------- | ------------- | -------------------------------- | ------------------ |
| 2013/14. | Четвртфинале ПО     | Четвртфинале  | —                                | —                  |
| 2014/15. | Вицепрвак           | Осмина финала | —                                | —                  |
| 2015/16. | Четвртфинале ПО     | Осмина финала | —                                | —                  |
| 2016/17. | Вицепрвак           | Четвртфинале  | Алпе Адрија куп — Полуфинале     | —                  |
| 2017/18. | Полуфинале ПО       | Четвртфинале  | Друга Јадранска лига — 5. место  | —                  |
| 2018/19. | Четвртфинале ПО     | Четвртфинале  | Друга Јадранска лига — 11. место | —                  |
| 2019/20. | —                   | —             | Друга Јадранска лига             | —                  |